# NGC 384
NGC 384 је елиптична галаксија у сазвежђу Рибе која се налази на NGC листи објеката дубоког неба.
Деклинација објекта је + 32° 17' 34" а ректасцензија 1h 7m 25,0s. Привидна величина (магнитуда) објекта NGC 384 износи 13,0 а фотографска магнитуда 14,0. NGC 384 је још познат и под ознакама UGC 686, MCG 5-3-55, CGCG 501-84, ARP 331, VV 193, ARAK 26, 4ZW 38, Z 0104.7+3201, PGC 3983.